# Marc Quaghebeur
Marc Quaghebeur, né à Tournai le 11 décembre 1947, est un écrivain et poète belge de langue française,, ainsi qu'un critique et essayiste dont le travail concerne essentiellement les Francophonies, et particulièrement la Belgique et l'Afrique centrale, ainsi que les rapports entre l'Esthétique et l'Histoire.

## Biographie
Il est docteur en Philosophie et Lettres pour sa thèse L'œuvre nommée Arthur Rimbaud. Il enseigne ou a enseigné dans le cadre du C.I.E.F (Centre international d’Études francophones) à la Sorbonne ou dans d’autres universités belges ou étrangères.
Directeur des Archives et Musée de la Littérature à Bruxelles, jusqu'en 2019, il dirige la collection Documents pour l'Histoire des Francophonies (chez l'éditeur chez P.I.E. Peter Lang).
Docteur Honoris causa (1998) de l'université Janus Pannonius à Pècs, il a reçu en 2012  la médaille du Sénat de l'université Adam Mickiewicz de Poznań et a reçu les insignes d'officier de l'Ordre des Palmes académiques le 24 mars 2015 des mains de  S.E.M. Bernard Valero, Ambassadeur de France.
Il est président de l'Association européenne des études francophones
Il a reçu le prix Lucian Blaga pour son œuvre poétique.

## Œuvres
Essais,
- 1990 : Lettres belges. Entre absence et magie, Labor
- 1990 : Un pays d'irréguliers Labor. Collaboration de Jean-Pierre Verheggen et V. Jago-Antoine
- 1990 : Vivre à la mort, parler, n'être rien, être personne. Une lecture de "Oui" de Thomas Bernhard, Actes Sud
- 1993 : Belgique : la première des littératures francophones non françaises, Akademisk forlag
- 1998 : Balises pour l'histoire des lettres belges, Labor. Postface de Paul Aron
- 2006 : Anthologie de la littérature française de Belgique : entre réel et surréel, Racine
- 2015 : Histoire Forme et Sens en Littérature. La Belgique francophone. Tome 1 : L'engendrement (1815/1914), Peter Lang
- 2017 : Histoire Forme et Sens en Littérature. La Belgique francophone. Tome 2 : L'ébranlement (1914/1944), Peter Lang
- 2022 : Histoire Forme et Sens en Littérature. La Belgique francophone. Tome 3 : L'évitement (1945/1970), Peter Lang

Poésie,
- 1976 : Forclaz, P-J. Oswald
- 1979 : Le Cycle de la morte. 1. L'Herbe seule, L'Âge d'homme
- 1983 : Le Cycle de la morte. 2. Chiennelures, Fata Morgana[6]
- 1987 : Le Cycle de la morte. 3. L'Outrage, Fata Morgana [6]
- 1989 : Le Cycle de la morte. 4. Oiseaux, Jacques Antoine éditeur
- 1990 : Le Cycle de la morte. 5. À la morte, Fata Morgana
- 1991 : Les Vieilles, Tétras Lyre
- 1993 : Les Carmes du Saulchoir, L’Ether vague
- 1994 : Fins de siècle, La Maison de la poésie de Amay
- 1994 : L'Effroi l'errance, Tétras Lyre
- 1999 : La Nuit de Yuste, Le Cormier
- 2006 : Clairs obscurs : petites proses, Le Temps qu'il fait

Roman
- 2012 : Les Grands Masques, La Renaissance du livre

Ouvrages collectifs
- 1992 : Papier blanc, encre noire : Cent ans de culture francophone en Afrique Centrale (Zaïre, Rwanda et Burundi), Labor
- 1997 : Emile Verhaeren: un musée imaginaire, AML/RMN
- 1997 : France - Belgique (1848 - 1914): affinités - ambiguïtés, Labor
- 1997 : Belgique francophone : quelques façons de dire les mixités, Braumüller Verlag
- 2000 : Aux pays du fleuve et des grands lacs : chocs et rencontres des cultures de 1885 à nos jours, AML
- 2002 : Présence - Absence de Maurice Maeterlinck, AML/Labor
- 2002 : Afriques, Écriture 59
- 2003 : Henry Bauchau en Suisse, Écriture 61
- 2003 : Entre aventures, syllogismes et confessions : Belgique, Roumanie, Suisse, AML/PIE-Peter Lang
- 2003 : Les constellations impérieuses d'Henry Bauchau, AML/Labor
- 2006 : Les écrivains francophones interprètes de l'Histoire: entre filiation et dissidence, AML/Labor
- 2006 : L'Europe et les Francophonies: langue, littérature, histoire, image, PIE-Peter Lang
- 2007 : Les Villes du symbolisme, PIE-Peter Lang
- 2008 : La Belgique en toutes lettres, Labor
- 2008 : Mémoires et antimémoires littéraires au XXe siècle: La Première Guerre mondiale, PIE-Peter Lang
- 2008 : Analyse et enseignement des littératures francophones: tentatives, réticences, responsabilités, Pie-Peter Lang
- 2008 : L'œuvre en chantier, AML éditions
- 2009 : Cinquante ans au service des Lettres et du théâtre, AML éditions
- 2013 : Francophonies d'Europe, du Maghreb et du Machrek. PIE-Peter Lang
- 2013 : Violence et Vérité dans les Littératures francophones. PIE-Peter Lang
- 2013 : Les Sagas francophones. PIE-Peter Lang

Autres textes
- « Les Grandes Eaux », Études françaises, vol. 37, no 1,‎ 2001, p. 89-92 (lire en ligne)